# Marc de Castellví
Marc de Castellví (Castellví de la Marca, Alt Penedès, 23 de març de 1901 - Barcelona, 22 de febrer de 1942) és el nom de religió del frare caputxí, biblista, escriptor i traductor Josep Canyes i Santacana.
Fill d'una família de destacats membres, era germà dels també caputxins Marcel·lí de Castellví, lingüista i fundador de Centro de Investigaciones Lingüísticas y Etnográficas de la Amazonía Colombiana), Marcel·lià E. de Vilafranca, primer prefecte apostòlic de la Prefectura Apostòlica de Leticia (Colòmbia), i Marçal de Vilafranca o Marçal del Penedès, que va ser assassinat durant la persecució religiosa de 1936 i va ser beatificat el novembre de 2015. Un altre germà, Manuel Canyes, fou advocat assessor de l'Organització dels Estats Americans (OEA).
Estudià humanitats a l'Escola Seràfica dels caputxins a Igualada entre els anys 1915 i 1918. En acabar ingressà a l'Orde dels Frares Menors Caputxins i després del període de noviciat a Manresa, vestí l'hàbit l'agost de 1918 i professà la Regla de sant Francesc de forma temporal el 1919, i de forma solemne l'any 1922. Posteriorment, cursà estudis de filosofia al convent d'Olot i de teologia al convent de Sarrià. Amplià els seus estudis eclesiàstics a la Pontifícia Universitat Gregoriana de Roma on fou nomenat sacerdot l'any 1925. El 1929 es va llicenciar en Sagrada Escriptura al Pontifici Institut Bíblic d'aquella ciutat. Després va retornar a Catalunya on exercí de director del Col·legi de Teologia del convent de Sarrià.
Escriví articles i ressenyes bibliogràfiques per a la revista Estudis Franciscans, amb el pseudònim "Elpidi de l'Almúnia". Traduí diversos llibres de la Bíblia de la Fundació Bíblica Catalana, i el 1934, a la mort de Miquel d'Esplugues, fou nomenat director de la Fundació, amb la missió de revisar els volums de la Bíblia que s'anaven publicant. Durant la Guerra Civil Espanyola, el 1936 perdé tot el material de recerca bíblica i es refugià juntament amb el seu germà Marçal de Vilafranca a Caquetá a l'Amazònia colombiana, on es trobava el seu germà Marcel·lí. Acabada la guerra civil, i retornat de l'exili l'any 1940, reprengué el treball de traducció, malgrat les dificultats del context polític i la manca de col·laboradors. Aleshores, va editar el Manual de la Venerable Orden Tercera de San Francisco.